# UEFA Europa Conference League 2023–24
UEFA Europa Conference League 2023–24 là mùa giải thứ ba của UEFA Europa Conference League, giải đấu bóng đá cấp câu lạc bộ hạng ba của châu Âu do UEFA tổ chức.
Trận chung kết sẽ được diễn ra tại Sân vận động Agia Sophia ở Athens, Hy Lạp. Đội vô địch giải đấu sẽ tự động đủ điều kiện tham dự vòng bảng UEFA Europa League 2024–25 trừ khi họ đủ điều kiện tham dự UEFA Champions League 2024–25 thông qua thành tích trong giải vô địch quốc gia của họ.
Mùa giải UEFA Europa Conference League này sẽ là mùa giải cuối cùng với thể thức hiện tại gồm 32 đội tham dự vòng bảng sau khi UEFA thông báo rằng một thể thức hoàn toàn mới sẽ được giới thiệu vào mùa giải 2024–25. Do thay đổi thể thức, không câu lạc bộ nào có thể được chuyển sang UEFA Europa Conference League theo thể thức Thụy Sĩ và đội vô địch giải đấu này sẽ không thể bảo vệ danh hiệu. Đây cũng sẽ là mùa giải cuối cùng dưới tên hiện tại vì giải sẽ được đổi tên thành UEFA Conference League từ mùa giải 2024–25. Theo UEFA, tên gọi mới của giải đấu sẽ cho phép phát triển hơn nữa như một cuộc thi độc lập trong nghiên cứu của họ giữa người hâm mộ và các đối tác thương mại.
Với tư cách là nhà vô địch, Olympiakos đã đủ điều kiện tham dự UEFA Europa League 2024–25. Họ không thể bảo vệ danh hiệu của mình sau khi tiến vào vòng đấu loại trực tiếp Europa League.

## Phân bổ đội của hiệp hội
Tổng cộng có 178 đội từ 54 trong số 55 hiệp hội thành viên của UEFA (không bao gồm Nga) sẽ tham gia UEFA Europa Conference League 2023–24. Xếp hạng hiệp hội dựa trên hệ số UEFA được sử dụng để xác định số đội tham gia cho mỗi hiệp hội:
- Các hiệp hội có thứ hạng từ 1–5: mỗi hiệp hội có một đội đủ điều kiện.
- Các hiệp hội có thứ hạng từ 6–16 (ngoại trừ Nga) và 51–55: mỗi hiệp hội có hai đội đủ điều kiện.
- Các hiệp hội có thứ hạng từ 17–50 (ngoại trừ Liechtenstein): mỗi hiệp hội có ba đội đủ điều kiện.
- Liechtenstein chỉ có một đội đủ điều kiện do Liechtenstein chỉ tổ chức cúp quốc nội mà không có giải quốc nội.
- Hơn nữa, 18 đội bị loại khỏi UEFA Champions League 2023–24 và 25 đội bị loại khỏi UEFA Europa League 2023–24 được chuyển sang Europa Conference League.

### Xếp hạng hiệp hội
Đối với UEFA Europa Conference League 2023–24, các hiệp hội được phân bổ vị trí theo hệ số quốc gia UEFA năm 2022, có tính đến thành tích của họ tại các giải đấu châu Âu từ 2017–18 đến 2021–22.
Ngoài việc phân bổ dựa trên hệ số quốc gia, các hiệp hội có thể có thêm các đội tham gia Europa Conference League, như được lưu ý dưới đây:
- (UCL) – Các đội bổ sung được chuyển đến từ UEFA Champions League
- (UEL) – Các đội bổ sung được chuyển đến từ UEFA Europa League

| Hạng | Hiệp hội     | Điểm    | Số đội | Ghi chú    |
| ---- | ------------ | ------- | ------ | ---------- |
| 1    | Anh          | 106.641 | 1      |            |
| 2    | Tây Ban Nha  | 96.141  | 1      | +1 (UEL)   |
| 3    | Ý            | 76.902  | 1      |            |
| 4    | Đức          | 75.213  | 1      |            |
| 5    | Pháp         | 60.081  | 1      |            |
| 6    | Bồ Đào Nha   | 53.382  | 2      |            |
| 7    | Hà Lan       | 49.300  | 2      | +1 (UEL)   |
| 8    | Áo           | 38.850  | 2      | +1 (UEL)   |
| 9    | Scotland     | 36.900  | 2      | +1 (UEL)   |
| 10   | Nga          | 34.482  | 0      | [Note RUS] |
| 11   | Serbia       | 33.375  | 2      | +1 (UEL)   |
| 12   | Ukraina      | 31.800  | 2      | +2 (UEL)   |
| 13   | Bỉ           | 30.600  | 2      | +2 (UEL)   |
| 14   | Thụy Sĩ      | 29.675  | 2      | +2 (UEL)   |
| 15   | Hy Lạp       | 28.200  | 2      | +1 (UEL)   |
| 16   | Cộng hòa Séc | 27.800  | 2      |            |
| 17   | Na Uy        | 27.250  | 3      | +1 (UEL)   |
| 18   | Đan Mạch     | 27.175  | 3      |            |
| 19   | Croatia      | 27.150  | 3      | +1 (UEL)   |

| Hạng | Hiệp hội             | Điểm   | Số đội | Ghi chú  |
| ---- | -------------------- | ------ | ------ | -------- |
| 20   | Thổ Nhĩ Kỳ           | 27.100 | 3      |          |
| 21   | Síp                  | 26.375 | 3      |          |
| 22   | Israel               | 24.375 | 3      | +1 (UEL) |
| 23   | Thụy Điển            | 22.875 | 3      |          |
| 24   | Bulgaria             | 19.500 | 3      | +1 (UEL) |
| 25   | România              | 17.150 | 3      | +1 (UCL) |
| 26   | Azerbaijan           | 17.000 | 3      |          |
| 27   | Hungary              | 16.375 | 3      | +1 (UCL) |
| 28   | Ba Lan               | 15.875 | 3      |          |
| 29   | Kazakhstan           | 15.750 | 3      | +1 (UEL) |
| 30   | Slovakia             | 15.625 | 3      | +1 (UEL) |
| 31   | Slovenia             | 15.000 | 3      | +1 (UEL) |
| 32   | Belarus              | 12.500 | 3      | +1 (UEL) |
| 33   | Moldova              | 11.250 | 3      |          |
| 34   | Litva                | 10.000 | 3      | +1 (UEL) |
| 35   | Bosna và Hercegovina | 9.125  | 3      | +1 (UEL) |
| 36   | Phần Lan             | 8.875  | 3      | +1 (UEL) |
| 37   | Luxembourg           | 8.750  | 3      | +1 (UCL) |
| 38   | Latvia               | 8.625  | 3      | +1 (UCL) |

| Hạng | Hiệp hội         | Điểm  | Số đội | Ghi chú    |
| ---- | ---------------- | ----- | ------ | ---------- |
| 39   | Kosovo           | 8.166 | 3      | +1 (UCL)   |
| 40   | Cộng hòa Ireland | 8.125 | 3      | +1 (UCL)   |
| 41   | Armenia          | 8.125 | 3      | +1 (UCL)   |
| 42   | Bắc Ireland      | 8.083 | 3      | +1 (UCL)   |
| 43   | Albania          | 8.000 | 3      | +1 (UCL)   |
| 44   | Quần đảo Faroe   | 7.250 | 3      | +1 (UEL)   |
| 45   | Estonia          | 7.041 | 3      | +1 (UCL)   |
| 46   | Malta            | 7.000 | 3      | +1 (UCL)   |
| 47   | Gruzia           | 7.000 | 3      | +1 (UCL)   |
| 48   | Bắc Macedonia    | 7.000 | 3      | +1 (UCL)   |
| 49   | Liechtenstein    | 6.500 | 1      | [Note LIE] |
| 50   | Wales            | 5.500 | 3      | +1 (UCL)   |
| 51   | Gibraltar        | 5.416 | 2      | +1 (UCL)   |
| 52   | Iceland          | 5.375 | 2      | +1 (UEL)   |
| 53   | Montenegro       | 4.875 | 2      | +1 (UCL)   |
| 54   | Andorra          | 4.665 | 2      | +1 (UCL)   |
| 55   | San Marino       | 1.332 | 2      | +1 (UCL)   |

### Phân bổ
Sau đây là danh sách truy cập cho mùa này.
|                                       |                                       | Các đội tham dự vòng này | Các đội đi tiếp từ vòng trước                                                                | Các đội chuyển từ Champions League                                                                           | Các đội chuyển từ Europa League                                       |
| ------------------------------------- | ------------------------------------- | --- | -------------------------------------------------------------------------------------------- | --- | --------------------------------------------------------------------- |
| Vòng loại thứ nhất (62 đội)           | Vòng loại thứ nhất (62 đội)           | - 16 đội vô địch cúp quốc nội từ các hiệp hội hạng 40–55 - 25 đội á quân giải quốc nội từ các hiệp hội hạng 30–55 (trừ Liechtenstein)[Note LIE] - 21 đội đứng thứ ba giải quốc nội từ các hiệp hội hạng 29–50 (trừ Liechtenstein)[Note LIE]                                                                           | —                                                                                            | — |                                                                       |
| Vòng loại thứ hai (106 đội)           | Nhánh vô địch (16 đội)                | — | —                                                                                            | - 13 đội bị loại khỏi vòng loại thứ nhất Champions League - 3 đội bị loại khỏi vòng sơ loại Champions League |                                                                       |
| Vòng loại thứ hai (106 đội)           | Nhánh chính (90 đội)                  | - 20 đội vô địch cúp quốc gia từ các hiệp hội hạng 20–39 - 14 đội á quân giải quốc nội từ các hiệp hội hạng 16–29 - 16 đội đứng thứ ba giải quốc nội từ các hiệp hội hạng 13–28 - 8 đội đứng thứ tư giải quốc nội từ các hiệp hội hạng 7–15 (trừ Nga)[Note RUS] - 1 đội đứng thứ năm giải quốc nội từ hiệp hội hạng 6 | - 31 đội thắng từ vòng loại đầu tiên                                                         | |                                                                       |
| Vòng loại thứ ba (64 đội)             | Nhánh vô địch (10 đội)                | — | - 8 đội thắng từ vòng loại thứ hai (Nhánh vô địch)                                           | - 2 đội bị loại khỏi vòng loại thứ nhất Champions League                                                     |                                                                       |
| Vòng loại thứ ba (64 đội)             | Nhánh chính (54 đội)                  | - 3 đội vô địch cúp quốc gia từ các hiệp hội hạng 17–19 - 5 đội đứng thứ ba giải quốc nội từ các hiệp hội hạng 7–12 (trừ Nga)[Note RUS] - 1 đội đứng thứ tư giải quốc nội từ hiệp hội hạng 6 | - 45 đội thắng từ vòng loại thứ hai (Nhánh chính)                                            | |                                                                       |
| Vòng play-off (44 đội)                | Nhánh vô địch (10 đội)                | — | - 5 đội thắng từ vòng loại thứ ba (Nhánh vô địch)                                            | — | - 5 đội bị loại khỏi vòng sơ loại thứ 3 Europa League (Nhánh vô địch) |
| Vòng play-off (44 đội)                | Nhánh chính (34 đội)                  | - 1 đội đứng thứ năm giải quốc nội từ hiệp hội hạng 5 - 3 đội đứng thứ sáu giải quốc nội từ các hiệp hội hạng 2–4 - 1 đội vô địch Cup đến từ Anh | - 27 đội thắng từ vòng loại thứ ba (Nhánh chính)                                             | — | - 2 đội bị loại khỏi vòng sơ loại thứ 3 Europa League (Nhánh chính)   |
| Vòng bảng (32 đội)                    | Vòng bảng (32 đội)                    | — | - 5 đội thắng từ vòng play-off (Nhánh vô địch) - 17 đội thắng từ vòng play-off (Nhánh chính) | — | - 10 đội bị loại khỏi vòng play-off Europa League                     |
| Vòng play-off loại trực tiếp (16 đội) | Vòng play-off loại trực tiếp (16 đội) | — | - 8 đội nhì bảng từ vòng bảng                                                                | — | - 8 đội đứng thứ ba từ vòng bảng Europa League                        |
| Vòng 16 (16 đội)                      | Vòng 16 (16 đội)                      | — | - 8 đội đứng đầu bảng từ vòng bảng - 8 đội thắng từ vòng play-off loại trực tiếp             | |                                                                       |

Do Nga bị đình chỉ trong mùa giải châu Âu 2023–24, những thay đổi sau đối với danh sách truy cập đã được thực hiện:
- Đội vô địch cúp của hiệp hội hạng 16 (CH Séc) vào vòng sơ loại thứ 3 Europa League thay vì vòng sơ loại thứ 2.
- Đội vô địch cúp của các hiệp hội hạng 17 đến 19 (Na Uy, Đan Mạch và Croatia) vào vòng loại thứ ba thay vì vòng loại thứ hai.
- Đội vô địch cúp của các hiệp hội hạng 30 đến 39 (Slovakia, Slovenia, Belarus, Moldova, Litva, Bosnia và Herzegovina, Phần Lan, Luxembourg, Latvia và Kosovo) bước vào vòng loại thứ hai thay vì vòng loại thứ nhất.

Kết hợp với nhà đương kim vô địch Champions League (Manchester City) đủ điều kiện tham dự vòng bảng Champions League thông qua giải quốc nội, những thay đổi sau đối với danh sách truy cập đã được thực hiện:
- Hai trong số các đội thua ở vòng loại thứ nhất Champions League được vào vòng loại thứ ba thay vì vòng loại thứ hai.

## Các đội
Các nhãn trong ngoặc đơn cho biết mỗi đội đủ điều kiện cho vị trí của vòng xuất phát như thế nào:
- CW: Đội vô địch cúp quốc gia
- Hạng (h) 2, 3, 4, 5, 6, v.v.: thứ hạng trong giải đấu của mùa giải trước
- LC: Đội vô địch cúp
- RW: Đội vô địch mùa giải
- PW: Đội thắng trận play-off Europa Conference League cuối mùa
- UCL: Chuyển từ Champions League
- Q1: Đội thua từ vòng loại thứ nhất
- PR: Đội thua từ vòng sơ loại (F: chung kết; SF: bán kết)
- UEL: Chuyển từ Europa League
- GS: Các đội đứng thứ ba từ vòng bảng
- PO: Đội thua từ vòng play-off
- CH/MP Q3: Đội thua từ vòng loại thứ ba (Nhánh vô địch/Nhánh chính)

Vòng loại thứ hai, vòng loại thứ ba và vòng play-off được chia thành Nhánh vô địch (CH) và Nhánh chính (MP).
CC: Hệ số câu lạc bộ UEFA 2023.
| Vòng đầu vào                 | Vòng đầu vào                 | Đội                           | Đội                                    | Đội                                 | Đội                         |
| ---------------------------- | ---------------------------- | ----------------------------- | -------------------------------------- | ----------------------------------- | --------------------------- |
| Vòng play-off loại trực tiếp | Vòng play-off loại trực tiếp | Olympiacos (UEL GS)           | Ajax (UEL GS)                          | Real Betis (UEL GS)                 | Sturm Graz (UEL GS)         |
| Vòng play-off loại trực tiếp | Vòng play-off loại trực tiếp | Union Saint-Gilloise (UEL GS) | Maccabi Haifa (UEL GS)                 | Servette (UEL GS)                   | Molde (UEL GS)              |
|                              |                              |                               |                                        |                                     |                             |
| Vòng bảng                    | Vòng bảng                    | Aberdeen (UEL PO)             | Čukarički (UEL PO)                     | Zorya Luhansk (UEL PO)              | Lugano (UEL PO)             |
| Vòng bảng                    | Vòng bảng                    | Dinamo Zagreb (UEL PO)        | Ludogorets Razgrad (UEL PO)            | Slovan Bratislava (UEL PO)          | Olimpija Ljubljana (UEL PO) |
| Vòng bảng                    | Vòng bảng                    | Zrinjski Mostar (UEL PO)      | KÍ (UEL PO)                            |                                     |                             |
|                              |                              |                               |                                        |                                     |                             |
| Vòng play-off                | CH                           | Astana (UEL CH Q3)            | BATE Borisov (UEL CH Q3)               | Žalgiris (UEL CH Q3)                | HJK (UEL CH Q3)             |
| Vòng play-off                | CH                           | Breiðablik (UEL CH Q3)        |                                        |                                     |                             |
| Vòng play-off                | MP                           | Aston Villa (h7)              | Osasuna (h7)                           | Fiorentina (h8)[Note ITA]           | Eintracht Frankfurt (h7)    |
| Vòng play-off                | MP                           | Lille (h5)                    | Dnipro-1 (UEL MP Q3)                   | Genk (UEL MP Q3)                    |                             |
|                              |                              |                               |                                        |                                     |                             |
| Vòng loại thứ ba             | CH                           | Flora (UCL Q1)[Note UCL Q1]   | Lincoln Red Imps (UCL Q1)[Note UCL Q1] |                                     |                             |
| Vòng loại thứ ba             | MP                           | Arouca (h5)                   | AZ (h4)                                | Rapid Wien (h4)                     | Heart of Midlothian (h4)    |
| Vòng loại thứ ba             | MP                           | Partizan (h4)                 | Dynamo Kyiv (h4)[Note UKR]             | Brann (CW)                          | Nordsjælland (h2)           |
| Vòng loại thứ ba             | MP                           | Hajduk Split (CW)             |                                        |                                     |                             |
|                              |                              |                               |                                        |                                     |                             |
| Vòng loại thứ hai            | CH                           | Farul Constanța (UCL Q1)      | Ferencváros (UCL Q1)                   | Swift Hesperange (UCL Q1)           | Valmiera (UCL Q1)           |
| Vòng loại thứ hai            | CH                           | Ballkani (UCL Q1)             | Shamrock Rovers (UCL Q1)               | Urartu (UCL Q1)                     | Larne (UCL Q1)              |
| Vòng loại thứ hai            | CH                           | Partizani (UCL Q1)            | Ħamrun Spartans (UCL Q1)               | Dinamo Tbilisi (UCL Q1)             | Struga (UCL Q1)             |
| Vòng loại thứ hai            | CH                           | The New Saints (UCL Q1)       | Budućnost Podgorica (UCL PR F)         | Atlètic Club d'Escaldes (UCL PR SF) | Tre Penne (UCL PR SF)       |
| Vòng loại thứ hai            | MP                           | Vitória de Guimarães (h6)     | Twente (PW)                            | Austria Wien (PW)                   | Hibernian (h5)              |
| Vòng loại thứ hai            | MP                           | Vojvodina (h5)                | Vorskla Poltava (h5)[Note UKR]         | Club Brugge (h4)                    | Gent (h5)                   |
| Vòng loại thứ hai            | MP                           | Luzern (h4)                   | Basel (h5)                             | PAOK (h4)                           | Aris (h5)                   |
| Vòng loại thứ hai            | MP                           | Viktoria Plzeň (h3)           | Bohemians 1905 (h4)                    | Bodø/Glimt (h2)                     | Rosenborg (h3)              |
| Vòng loại thứ hai            | MP                           | AGF (h3)                      | Midtjylland (PW)                       | Osijek (h3)                         | Rijeka (h4)                 |
| Vòng loại thứ hai            | MP                           | Fenerbahçe (CW)               | Beşiktaş (h3)                          | Adana Demirspor (h4)                | Omonia (CW)                 |
| Vòng loại thứ hai            | MP                           | APOEL (h2)                    | AEK Larnaca (3h)                       | Beitar Jerusalem (CW)               | Hapoel Be'er Sheva (h2)     |
| Vòng loại thứ hai            | MP                           | Maccabi Tel Aviv (h3)         | Djurgårdens IF (h2)                    | Hammarby IF (h3)                    | Kalmar FF (h4)              |
| Vòng loại thứ hai            | MP                           | CSKA Sofia (h2)               | CSKA 1948 (h3)                         | Levski Sofia (PW)                   | Sepsi OSK (CW)              |
| Vòng loại thứ hai            | MP                           | FCSB (h2)                     | CFR Cluj (PW)                          | Gabala (CW)                         | Sabah (h2)                  |
| Vòng loại thứ hai            | MP                           | Neftçi (h3)                   | Zalaegerszeg (CW)                      | Kecskemét (h2)                      | Debrecen (h3)               |
| Vòng loại thứ hai            | MP                           | Legia Warsaw (CW)             | Lech Poznań (h3)                       | Pogoń Szczecin (h4)                 | Ordabasy (CW)               |
| Vòng loại thứ hai            | MP                           | Aktobe (h2)                   | Spartak Trnava (CW)                    | Celje (h2)                          | Torpedo-BelAZ Zhodino (CW)  |
| Vòng loại thứ hai            | MP                           | Petrocub Hîncești (h2)        | Kauno Žalgiris (h2)                    | Borac Banja Luka (h2)               | KuPS (CW)                   |
| Vòng loại thứ hai            | MP                           | Differdange 03 (CW)           | Auda (CW)                              | Drita (h2)[Note KOS]                |                             |
|                              |                              |                               |                                        |                                     |                             |
| Vòng loại thứ nhất           | Vòng loại thứ nhất           | Tobol (h3)                    | DAC Dunajská Streda (h2)               | Žilina (PW)                         | Maribor (h3)                |
| Vòng loại thứ nhất           | Vòng loại thứ nhất           | Domžale (h4)                  | Dinamo Minsk (h4)[Note BLR]            | Neman Grodno (h9)[Note BLR]         | Zimbru Chișinău (h3)        |
| Vòng loại thứ nhất           | Vòng loại thứ nhất           | Milsami Orhei (h4)            | Panevėžys (h3)                         | Hegelmann (h4)                      | Željezničar (h3)            |
| Vòng loại thứ nhất           | Vòng loại thứ nhất           | Sarajevo (h4)                 | Honka (h3)                             | Haka (h4)                           | Progrès Niederkorn (h2)     |
| Vòng loại thứ nhất           | Vòng loại thứ nhất           | F91 Dudelange (h3)            | Riga (h2)                              | RFS (h3)                            | Gjilani (h3)                |
| Vòng loại thứ nhất           | Vòng loại thứ nhất           | Dukagjini (h4)[Note KOS]      | Derry City (CW)                        | Dundalk (h3)                        | St Patrick's Athletic (h4)  |
| Vòng loại thứ nhất           | Vòng loại thứ nhất           | Pyunik (h2)                   | Ararat-Armenia (h3)                    | Alashkert (h4)                      | Crusaders (CW)              |
| Vòng loại thứ nhất           | Vòng loại thứ nhất           | Linfield (h2)                 | Glentoran (PW)                         | Egnatia (CW)                        | Tirana (h2)                 |
| Vòng loại thứ nhất           | Vòng loại thứ nhất           | Vllaznia (h4)                 | Víkingur (h2)                          | HB Tórshavn (h3)                    | B36 Tórshavn (h4)           |
| Vòng loại thứ nhất           | Vòng loại thứ nhất           | Narva Trans (CW)              | FCI Levadia (h2)                       | Paide Linnameeskond (h3)            | Birkirkara (CW)             |
| Vòng loại thứ nhất           | Vòng loại thứ nhất           | Gżira United (h3)             | Balzan (h4)                            | Torpedo Kutaisi (CW)                | Dinamo Batumi (h2)          |
| Vòng loại thứ nhất           | Vòng loại thứ nhất           | Dila Gori (h3)                | Makedonija (CW)                        | Shkupi (h2)                         | Shkëndija (h3)              |
| Vòng loại thứ nhất           | Vòng loại thứ nhất           | Vaduz (CW)                    | Connah's Quay Nomads (h2)              | Penybont (h3)                       | Haverfordwest County (PW)   |
| Vòng loại thứ nhất           | Vòng loại thứ nhất           | Bruno's Magpies (CW)          | Europa (h2)                            | Víkingur Reykjavík (CW)             | KA (h2)                     |
| Vòng loại thứ nhất           | Vòng loại thứ nhất           | Sutjeska (CW)                 | Arsenal Tivat (h3)                     | Inter Club d'Escaldes (CW)          | FC Santa Coloma (h3)        |
| Vòng loại thứ nhất           | Vòng loại thứ nhất           | Cosmos (h2)[Note SMR]         | La Fiorita (h3)[Note SMR]              |                                     |                             |

Một đội không thi đấu ở giải hạng nhất quốc gia đã tham gia giải đấu: Vaduz (h2).
Ghi chú
1. ^ Champions League (UCL Q1): Hai trong số các đội thua ở vòng sơ loại thứ nhất Champions League được bốc thăm để tạm biệt vòng loại thứ ba (Nhánh vô địch), vì có ít hơn hai đội thua được chuyển sang vòng loại thứ hai (Nhánh vô địch), do các suất tham dự vòng bảng Champions League bị bỏ trống sau khi kết thúc vòng loại. Đội vô địch UCL đủ điều kiện thông qua vị trí trong giải đấu và việc Nga bị đình chỉ thi đấu từ mùa giải châu Âu 2023–24.
2. ^ Belarus (BLR):
Đội vô địch (Shakhtyor Soligorsk) và á quân (Energetik-BGU Minsk) của Giải Ngoại hạng Belarus 2022 đều bị Liên đoàn bóng đá Belarus kết tội dàn xếp tỷ số và bị UEFA từ chối cấp phép. Đội xếp thứ năm Isloch Minsk Raion cũng bị UEFA từ chối cấp giấy phép do dính líu đến một vụ bê bối dàn xếp tỷ số khác. Các đội xếp thứ sáu và thứ bảy, Minsk và Gomel không nộp đơn xin giấy phép của UEFA. Vì Torpedo-BelAZ Zhodino ở vị trí thứ tám đã đủ điều kiện tham dự vòng sơ loại thứ hai với tư cách là đội vô địch cúp quốc gia, suất tham dự Europa Conference League dành cho đội đứng thứ ba thông thường đã được chuyển cho đội có vị trí cao nhất đã được cấp giấy phép của UEFA, Neman Grodno, đội đứng thứ chín.[10][11][12]
3. ^ Ý (ITA):
Do vi phạm quy định tài chính của UEFA, đội đứng thứ 7 Juventus đã bị loại khỏi các giải đấu cấp câu lạc bộ nam của UEFA. Sau đó, Fiorentina, đội xếp thứ tám, đã giành quyền tham dự Europa Conference League.[13]
4. ^ Kosovo (KOS): Prishtina lẽ ra đã đủ điều kiện tham dự vòng sơ loại thứ hai Europa Conference League với tư cách là đội vô địch Kosovar Cup 2022–23, nhưng không xin được giấy phép của UEFA. Do đó, suất dành cho vòng loại thứ hai đã được trao cho á quân của Giải bóng đá vô địch quốc gia Kosovo 2022–23, Drita, đội ban đầu đã tham dự vòng loại đầu tiên, và suất dành cho vòng loại đầu tiên đã được trao cho đội xếp thứ tư, Dukagjini.[14]
5. ^ Liechtenstein (LIE): Bảy đội liên kết với Hiệp hội bóng đá Liechtenstein (LFV) đều thi đấu theo hệ thống Thụy Sĩ. Cuộc thi duy nhất do LFV tổ chức là Cúp bóng đá Liechtenstein - đội chiến thắng sẽ đủ điều kiện tham dự UEFA Europa Conference League.
6. ^ Nga (RUS): Vào ngày 28 tháng 2 năm 2022, các câu lạc bộ bóng đá và đội tuyển quốc gia Nga đã bị đình chỉ tham gia các giải đấu của FIFA và UEFA do Nga xâm lược Ukraina.[15] Các bảng này phản ánh việc Nga đang bị đình chỉ tham gia các giải đấu của UEFA.[16]
7. ^ San Marino (SMR): Đội vô địch Virtus bị kết tội dàn xếp tỷ số và bị UEFA từ chối cấp giấy phép. Đội đứng thứ ba của giải đấu, La Fiorita, được Liên đoàn bóng đá San Marino chọn làm đội thay thế.[17]
8. ^ Ukraine (UKR): Cúp Ukraina 2022–23 đã bị hủy bỏ do Nga đang tiến hành xâm lược Ukraina. Các vị trí dành cho các đội xếp thứ ba và thứ tư của giải đấu lần lượt được chuyển cho các đội đứng thứ tư và thứ năm.

## Lịch trình
Lịch trình của giải đấu như sau. Các trận đấu được lên lịch vào thứ Năm, ngoại trừ trận chung kết diễn ra vào thứ Tư, mặc dù ngoại lệ có thể diễn ra vào thứ Ba hoặc thứ Tư do xung đột lịch trình.
| Giai đoạn                | Vòng               | Bốc thăm   | Lượt đi                                        | Lượt về                                        |
| ------------------------ | ------------------ | ---------- | ---------------------------------------------- | ---------------------------------------------- |
| Sơ loại                  | Vòng loại thứ nhất | 20/6/2023  | 13/7/2023                                      | 20/7/2023                                      |
| Sơ loại                  | Vòng loại thứ hai  | 21/6/2023  | 27/7/2023                                      | 3/8/2023                                       |
| Sơ loại                  | Vòng loại thứ ba   | 24/7/2023  | 10/8/2023                                      | 17/8/2023                                      |
| Play-off                 | Vòng play-off      | 7/8/2023   | 24/8/2023                                      | 31/8/2023                                      |
| Vòng bảng                | Lượt 1             | 1/9/2023   | 21/9/2023                                      | 21/9/2023                                      |
| Vòng bảng                | Lượt 2             | 1/9/2023   | 5/10/2023                                      | 5/10/2023                                      |
| Vòng bảng                | Lượt 3             | 1/9/2023   | 26/10/2023                                     | 26/10/2023                                     |
| Vòng bảng                | Lượt 4             | 1/9/2023   | 9/11/2023                                      | 9/11/2023                                      |
| Vòng bảng                | Lượt 5             | 1/9/2023   | 30/11/2023                                     | 30/11/2023                                     |
| Vòng bảng                | Lượt 6             | 1/9/2023   | 14/12/2023                                     | 14/12/2023                                     |
| Giai đoạn loại trực tiếp | Vòng play-off      | 18/12/2023 | 15/2/2024                                      | 22/2/2024                                      |
| Giai đoạn loại trực tiếp | Vòng 16            | 23/2/2024  | 7/3/2024                                       | 14/3/2024                                      |
| Giai đoạn loại trực tiếp | Tứ kết             | 15/3/2024  | 11/4/2024                                      | 18/4/2024                                      |
| Giai đoạn loại trực tiếp | Bán kết            | 15/3/2024  | 2/5/2024                                       | 9/5/2024                                       |
| Giai đoạn loại trực tiếp | Chung kết          | 15/3/2024  | 29/5/2024 tại sân vận động Agia Sophia, Athens | 29/5/2024 tại sân vận động Agia Sophia, Athens |

## Vòng loại

### Vòng loại thứ nhất
Lễ bốc thăm cho vòng loại thứ nhất được tổ chức vào ngày 20 tháng 6 năm 2023.
Các trận lượt đi được diễn ra vào ngày 12 và 13 tháng 7, các trận lượt về được diễn ra vào ngày 18 và 20 tháng 7 năm 2023.
Đội thắng của các cặp đấu đi tiếp vào vòng loại thứ hai Nhóm chính. Đội thua bị loại khỏi các giải đấu châu Âu đến hết mùa giải.
| Đội 1                 | TTS           | Đội 2                 | Lượt đi | Lượt về      |
| --------------------- | ------------- | --------------------- | ------- | ------------ |
| Sutjeska Nikšić       | 2–1           | Cosmos                | 1–0     | 1–1          |
| Domžale               | 4–5           | Balzan                | 1–4     | 3–1 (s.h.p.) |
| Vaduz                 | 2–3           | Neman Grodno          | 1–2     | 1–1          |
| Ararat-Armenia        | 5–5 (4–2 p)   | Egnatia               | 1–1     | 4–4 (s.h.p.) |
| Torpedo Kutaisi       | 3–3 (4–2 p)   | Sarajevo              | 2–2     | 1–1 (s.h.p.) |
| Alashkert             | 7–2           | Arsenal Tivat         | 1–1     | 6–1          |
| Željezničar           | 4–3           | Dinamo Minsk          | 2–2     | 2–1          |
| La Fiorita            | 1–2           | Zimbru Chișinău       | 1–1     | 0–1          |
| Maribor               | 3–2           | Birkirkara            | 1–1     | 2–1          |
| Tirana                | 3–2           | Dinamo Batumi         | 1–1     | 2–1          |
| Bruno's Magpies       | 1–3           | Dundalk               | 0–0     | 1–3          |
| Inter Club d'Escaldes | 3–2           | Víkingur              | 2–1     | 1–1          |
| Progrès Niederkorn    | 4–2           | Gjilani               | 2–2     | 2–0          |
| Linfield              | 3–2           | Vllaznia              | 3–1     | 0–1          |
| KA                    | 4–0           | Connah's Quay Nomads  | 2–0     | 2–0          |
| Shkëndija             | 1–1 (2–3 p)   | Haverfordwest County  | 1–0     | 0–1 (s.h.p.) |
| Haka                  | 2–3           | Crusaders             | 2–2     | 0–1          |
| HB Tórshavn           | 0–1           | Derry City            | 0–0     | 0–1          |
| Riga                  | 2–1           | Víkingur Reykjavík    | 2–0     | 0–1          |
| Žilina                | 4–2           | FCI Levadia           | 2–1     | 2–1          |
| Pyunik                | 5–0           | Narva Trans           | 2–0     | 3–0          |
| Panevėžys             | 3–2           | Milsami Orhei         | 2–2     | 1–0          |
| Tobol                 | 2–1           | Honka                 | 2–1     | 0–0          |
| DAC Dunajská Streda   | 2–3           | Dila Gori             | 2–1     | 0–2          |
| Makedonija GP         | 1–5           | RFS                   | 0–1     | 1–4          |
| Dukagjini             | 5–3           | Europa                | 2–1     | 3–2          |
| Penybont              | 1–3           | FC Santa Coloma       | 1–1     | 0–2 (s.h.p.) |
| Hegelmann             | 0–5           | Shkupi                | 0–5     | 0–0          |
| F91 Dudelange         | 5–3           | St Patrick's Athletic | 2–1     | 3–2          |
| B36 Tórshavn          | 2–0           | Paide Linnameeskond   | 0–0     | 2–0 (s.h.p.) |
| Gżira United          | 3–3 (14–13 p) | Glentoran             | 2–2     | 1–1 (s.h.p.) |

Ghi chú
1. 1 2 3  Thứ tự lượt đấu đảo ngược sau lần bốc thăm ban đầu.

### Vòng loại thứ hai
Lễ bốc thăm cho vòng loại thứ hai được tổ chức vào ngày 21 tháng 6 năm 2023.
Các trận lượt đi được diễn ra vào ngày 25, 26 và 27 tháng 7, các trận lượt về được diễn ra vào ngày 1, 2 và 3 tháng 8 năm 2023.
Đội thắng của các cặp đấu đi tiếp vào vòng loại thứ ba thuộc nhóm tương ứng của họ. Đội thua bị loại khỏi các giải đấu châu Âu đến hết mùa giải.
| Đội 1                   | TTS  | Đội 2               | Lượt đi | Lượt về |
| ----------------------- | ---- | ------------------- | ------- | ------- |
| Lincoln Red Imps        | Miễn | N/A                 | —       | —       |
| Flora                   | Miễn | N/A                 | —       | —       |
| Tre Penne               | 0–10 | Valmiera            | 0–3     | 0–7     |
| Ferencváros             | 6–0  | Shamrock Rovers     | 4–0     | 2–0     |
| The New Saints          | 3–4  | Swift Hesperange    | 1–1     | 2–3     |
| Atlètic Club d'Escaldes | 1–5  | Partizani           | 0–1     | 1–4     |
| Ħamrun Spartans         | 3–1  | Dinamo Tbilisi      | 2–1     | 1–0     |
| Farul Constanța         | 6–4  | Urartu              | 3–2     | 3–2     |
| Struga                  | 5–3  | Budućnost Podgorica | 1–0     | 4–3     |
| Ballkani                | 7–1  | Larne               | 3–0     | 4–1     |

| Đội 1                 | TTS         | Đội 2                | Lượt đi | Lượt về      |
| --------------------- | ----------- | -------------------- | ------- | ------------ |
| Dukagjini             | 1–7         | Rijeka               | 0–1     | 1–6          |
| Gżira United          | 3–2         | F91 Dudelange        | 2–0     | 1–2          |
| Djurgårdens IF        | 2–3         | Luzern               | 1–2     | 1–1          |
| Celje                 | 4–4 (4–2 p) | Vitória de Guimarães | 3–4     | 1–0 (s.h.p.) |
| Sutjeska Nikšić       | 2–3         | FC Santa Coloma      | 2–0     | 0–3 (s.h.p.) |
| Hapoel Be'er Sheva    | 2–1         | Panevėžys            | 1–0     | 1–1          |
| Vorskla Poltava       | 3–4         | Dila Gori            | 2–1     | 1–3          |
| CFR Cluj              | 2–3         | Adana Demirspor      | 1–1     | 1–2          |
| Ordabasy              | 4–5         | Legia Warsaw         | 2–2     | 2–3          |
| RFS                   | 1–4         | Sabah                | 0–2     | 1–2          |
| Beşiktaş              | 5–1         | Tirana               | 3–1     | 2–0          |
| Željezničar           | 2–4         | Neftçi               | 2–2     | 0–2          |
| APOEL                 | 4–2         | Vojvodina            | 2–1     | 2–1          |
| CSKA 1948             | 2–4         | FCSB                 | 0–1     | 2–3          |
| Alashkert             | 2–2 (1–3 p) | Debrecen             | 0–1     | 2–1 (s.h.p.) |
| Lech Poznań           | 5–2         | Kauno Žalgiris       | 3–1     | 2–1          |
| Kalmar FF             | 2–4         | Pyunik               | 1–2     | 1–2          |
| Bodø/Glimt            | 7–2         | Bohemians 1905       | 3–0     | 4–2          |
| Auda                  | 2–5         | Spartak Trnava       | 1–1     | 1–4          |
| Osijek                | 3–1         | Zalaegerszeg         | 1–0     | 2–1          |
| Twente                | 2–1         | Hammarby IF          | 1–0     | 1–1 (s.h.p.) |
| KA                    | 5–3         | Dundalk              | 3–1     | 2–2          |
| Club Brugge           | 3–1         | AGF                  | 3–0     | 0–1          |
| Crusaders             | 4–5         | Rosenborg            | 2–2     | 2–3 (s.h.p.) |
| Inter Club d'Escaldes | 3–7         | Hibernian            | 2–1     | 1–6          |
| Viktoria Plzeň        | 2–1         | Drita                | 0–0     | 2–1          |
| B36 Tórshavn          | 3–2         | Haverfordwest County | 2–1     | 1–1 (s.h.p.) |
| Basel                 | 3–4         | Tobol                | 1–3     | 2–1          |
| Differdange           | 4–5         | Maribor              | 1–1     | 3–4 (s.h.p.) |
| Austria Wien          | 3–1         | Borac Banja Luka     | 1–0     | 2–1          |
| CSKA Sofia            | 0–6         | Sepsi OSK            | 0–2     | 0–4          |
| Ararat-Armenia        | 1–2         | Aris                 | 1–1     | 0–1          |
| Maccabi Tel Aviv      | 5–0         | Petrocub Hîncești    | 3–0     | 2–0          |
| Torpedo-BelAZ Zhodino | 3–4         | AEK Larnaca          | 2–3     | 1–1          |
| Torpedo Kutaisi       | 3–5         | Aktobe               | 1–4     | 2–1          |
| Midtjylland           | 3–2         | Progrès Niederkorn   | 2–0     | 1–2 (s.h.p.) |
| Derry City            | 5–4         | KuPS                 | 2–1     | 3–3          |
| Gent                  | 10–3        | Žilina               | 5–1     | 5–2          |
| Kecskemét             | 3–4         | Riga                 | 2–1     | 1–3 (s.h.p.) |
| Linfield              | 4–8         | Pogoń Szczecin       | 2–5     | 2–3          |
| PAOK                  | 4–1         | Beitar Jerusalem     | 0–0     | 4–1          |
| Neman Grodno          | 2–0         | Balzan               | 2–0     | 0–0          |
| Fenerbahçe            | 9–0         | Zimbru Chișinău      | 5–0     | 4–0          |
| Gabala                | 3–7         | Omonia               | 2–3     | 1–4          |
| Shkupi                | 0–3         | Levski Sofia         | 0–2     | 0–1          |

Ghi chú
1. 1 2 3  Thứ tự lượt đấu đảo ngược sau lần bốc thăm ban đầu.

### Vòng loại thứ ba
Lễ bốc thăm cho vòng loại thứ ba được tổ chức vào ngày 24 tháng 7 năm 2023.
Các trận lượt đi được diễn ra vào ngày 9 và 10 tháng 8, các trận lượt về được diễn ra vào ngày 16 và 17 tháng 8 năm 2023.
Đội thắng của các cặp đấu đi tiếp vào vòng play-off thuộc nhóm tương ứng của họ. Đội thua bị loại khỏi các giải đấu châu Âu đến hết mùa giải.
| Đội 1           | TTS | Đội 2            | Lượt đi | Lượt về |
| --------------- | --- | ---------------- | ------- | ------- |
| Ħamrun Spartans | 2–8 | Ferencváros      | 1–6     | 1–2     |
| Farul Constanța | 5–0 | Flora            | 3–0     | 2–0     |
| Valmiera        | 1–3 | Partizani        | 1–2     | 0–1     |
| Ballkani        | 5–1 | Lincoln Red Imps | 2–0     | 3–1     |
| Struga          | 4–3 | Swift Hesperange | 3–1     | 1–2     |

| Đội 1              | TTS         | Đội 2               | Lượt đi | Lượt về      |
| ------------------ | ----------- | ------------------- | ------- | ------------ |
| AEK Larnaca        | 1–2         | Maccabi Tel Aviv    | 1–1     | 0–1          |
| Sabah              | 2–2 (4–5 p) | Partizan            | 2–0     | 0–2 (s.h.p.) |
| Sepsi OSK          | 2–1         | Aktobe              | 1–1     | 1–0          |
| Rapid Wien         | 5–0         | Debrecen            | 0–0     | 5–0          |
| Hajduk Split       | 0–3         | PAOK                | 0–0     | 0–3          |
| FC Santa Coloma    | 0–3         | AZ                  | 0–1     | 0–2          |
| Celje              | 5–1         | Neman Grodno        | 1–0     | 4–1          |
| Neftçi             | 2–5         | Beşiktaş            | 1–3     | 1–2          |
| Omonia             | 2–5         | Midtjylland         | 1–0     | 1–5          |
| Aris               | 2–2 (5–6 p) | Dynamo Kyiv         | 1–0     | 1–2 (s.h.p.) |
| Legia Warsaw       | 6–5         | Austria Wien        | 1–2     | 5–3          |
| Hapoel Be'er Sheva | 1–2         | Levski Sofia        | 0–0     | 1–2          |
| Hibernian          | 5–3         | Luzern              | 3–1     | 2–2          |
| Viktoria Plzeň     | 6–0         | Gżira United        | 4–0     | 2–0          |
| Arouca             | 3–4         | Brann               | 2–1     | 1–3          |
| Gent               | 6–2         | Pogoń Szczecin      | 5–0     | 1–2          |
| Adana Demirspor    | 7–4         | Osijek              | 5–1     | 2–3          |
| B36 Tórshavn       | 1–5         | Rijeka              | 1–3     | 0–2          |
| Twente             | 5–0         | Riga                | 2–0     | 3–0          |
| Rosenborg          | 3–4         | Heart of Midlothian | 2–1     | 1–3          |
| Fenerbahçe         | 6–1         | Maribor             | 3–1     | 3–0          |
| Club Brugge        | 10–2        | KA                  | 5–1     | 5–1          |
| Dila Gori          | 0–3         | APOEL               | 0–2     | 0–1          |
| Lech Poznań        | 3–4         | Spartak Trnava      | 2–1     | 1–3          |
| FCSB               | 0–2         | Nordsjælland        | 0–0     | 0–2          |
| Tobol              | 1–1 (6–5 p) | Derry City          | 1–0     | 0–1 (s.h.p.) |
| Bodø/Glimt         | 6–0         | Pyunik              | 3–0     | 3–0          |

Ghi chú
1. ↑  Thứ tự lượt đấu đảo ngược sau lần bốc thăm ban đầu.

## Vòng play-off
Lễ bốc thăm cho vòng play-off được tổ chức vào ngày 7 tháng 8 năm 2023.
Các trận lượt đi được diễn ra vào ngày 23 và 24 tháng 8, các trận lượt về được diễn ra vào ngày 31 tháng 8 năm 2023.
Đội thắng của các cặp đấu đi tiếp vào vòng bảng. Đội thua bị loại khỏi các giải đấu châu Âu đến hết mùa giải.
Ở mùa giải này, VAR được sử dụng từ giai đoạn này.
| Đội 1           | TTS | Đội 2        | Lượt đi | Lượt về |
| --------------- | --- | ------------ | ------- | ------- |
| Ballkani        | 4–2 | BATE Borisov | 4–1     | 0–1     |
| Žalgiris        | 0–7 | Ferencváros  | 0–4     | 0–3     |
| Struga          | 0–2 | Breiðablik   | 0–1     | 0–1     |
| Farul Constanța | 2–3 | HJK          | 2–1     | 0–2     |
| Astana          | 2–1 | Partizani    | 1–0     | 1–1     |

| Đội 1               | TTS         | Đội 2               | Lượt đi | Lượt về      |
| ------------------- | ----------- | ------------------- | ------- | ------------ |
| Levski Sofia        | 1–3         | Eintracht Frankfurt | 1–1     | 0–2          |
| Gent                | 4–1         | APOEL               | 2–0     | 2–1          |
| Spartak Trnava      | 3–2         | Dnipro-1            | 1–1     | 2–1 (s.h.p.) |
| Sepsi OSK           | 4–5         | Bodø/Glimt          | 2–2     | 2–3 (s.h.p.) |
| Tobol               | 1–5         | Viktoria Plzeň      | 1–2     | 0–3          |
| Hibernian           | 0–8         | Aston Villa         | 0–5     | 0–3          |
| Midtjylland         | 4–4 (5–6 p) | Legia Warsaw        | 3–3     | 1–1 (s.h.p.) |
| Lille               | 3–2         | Rijeka              | 2–1     | 1–1 (s.h.p.) |
| Genk                | 2–2 (5–4 p) | Adana Demirspor     | 2–1     | 0–1 (s.h.p.) |
| Fenerbahçe          | 6–1         | Twente              | 5–1     | 1–0          |
| Dynamo Kyiv         | 2–4         | Beşiktaş            | 2–3     | 0–1          |
| AZ                  | 4–4 (6–5 p) | Brann               | 1–1     | 3–3 (s.h.p.) |
| Rapid Wien          | 1–2         | Fiorentina          | 1–0     | 0–2          |
| Heart of Midlothian | 1–6         | PAOK                | 1–2     | 0–4          |
| Nordsjælland        | 6–0         | Partizan            | 5–0     | 1–0          |
| Osasuna             | 3–4         | Club Brugge         | 1–2     | 2–2          |
| Maccabi Tel Aviv    | 5–2         | Celje               | 4–1     | 1–1          |

Ghi chú
1. ↑  Thứ tự lượt đấu đảo ngược sau lần bốc thăm ban đầu.

## Vòng bảng
Lễ bốc thăm vòng bảng được tổ chức vào ngày 1 tháng 9 năm 2023, 14:30 CEST, tại Monaco. 32 đội được rút thăm thành 8 bảng 4 đội. Để bốc thăm, các đội được xếp vào bốn nhóm hạt giống, mỗi nhóm có tám đội, dựa trên hệ số câu lạc bộ của họ. Các đội từ cùng một hiệp hội không thể được xếp vào cùng một bảng.
Tất cả các đội ngoài AZ, Ballkani, Bodø/Glimt, Fiorentina, Gent, HJK, Maccabi Tel Aviv, PAOK, Slovan Bratislava và Zorya Luhansk đều có trận ra mắt ở vòng bảng. Breiðablik, Čukarički, KÍ, Olimpija Ljubljana và Zrinjski Mostar đều có trận ra mắt ở vòng bảng UEFA. Breiðablik, KÍ và Zrinjski Mostar lần lượt là những đội đầu tiên đến từ Iceland, Quần đảo Faroe và Bosnia và Herzegovina thi đấu ở vòng bảng của UEFA. Breiðablik cũng trở thành đội đầu tiên vượt qua vòng bảng của một giải đấu cấp câu lạc bộ UEFA sau khi bắt đầu từ vòng sơ loại.
Tổng cộng có 28 hiệp hội quốc gia được đại diện ở vòng bảng. 

### Bảng A
| VT | Đội                | ST | T | H | B | BT | BB | HS | Đ  | Giành quyền tham dự                          |     | LOSC | SLO | LJU | KÍ  |
| -- | ------------------ | -- | - | - | - | -- | -- | -- | -- | -------------------------------------------- | --- | ---- | --- | --- | --- |
| 1  | Lille              | 6  | 4 | 2 | 0 | 10 | 2  | +8 | 14 | Đi tiếp vào vòng 16 đội                      |     | —    | 2–1 | 2–0 | 3–0 |
| 2  | Slovan Bratislava  | 6  | 3 | 1 | 2 | 8  | 7  | +1 | 10 | Đi tiếp vào vòng play-off đấu loại trực tiếp |     | 1–1  | —   | 1–2 | 2–1 |
| 3  | Olimpija Ljubljana | 6  | 2 | 0 | 4 | 4  | 9  | −5 | 6  |                                              |     | 0–2  | 0–1 | —   | 2–0 |
| 4  | KÍ                 | 6  | 1 | 1 | 4 | 5  | 9  | −4 | 4  |                                              | 0–0 | 1–2  | 3–0 | —   |     |

### Bảng B
| VT | Đội              | ST | T | H | B | BT | BB | HS  | Đ  | Giành quyền tham dự                          |     | MTA | GNT | ZOR | BRE |
| -- | ---------------- | -- | - | - | - | -- | -- | --- | -- | -------------------------------------------- | --- | --- | --- | --- | --- |
| 1  | Maccabi Tel Aviv | 6  | 5 | 0 | 1 | 14 | 9  | +5  | 15 | Đi tiếp vào vòng 16 đội                      |     | —   | 3–1 | 3–2 | 3–2 |
| 2  | Gent             | 6  | 4 | 1 | 1 | 16 | 7  | +9  | 13 | Đi tiếp vào vòng play-off đấu loại trực tiếp |     | 2–0 | —   | 4–1 | 5–0 |
| 3  | Zorya Luhansk    | 6  | 2 | 1 | 3 | 10 | 11 | −1  | 7  |                                              |     | 1–3 | 1–1 | —   | 4–0 |
| 4  | Breiðablik       | 6  | 0 | 0 | 6 | 5  | 18 | −13 | 0  |                                              | 1–2 | 2–3 | 0–1 | —   |     |

### Bảng C
| VT | Đội            | ST | T | H | B | BT | BB | HS | Đ  | Giành quyền tham dự                          |     | PLZ | DZG | AST | BAL |
| -- | -------------- | -- | - | - | - | -- | -- | -- | -- | -------------------------------------------- | --- | --- | --- | --- | --- |
| 1  | Viktoria Plzeň | 6  | 6 | 0 | 0 | 9  | 1  | +8 | 18 | Đi tiếp vào vòng 16 đội                      |     | —   | 1–0 | 3–0 | 1–0 |
| 2  | Dinamo Zagreb  | 6  | 3 | 0 | 3 | 10 | 5  | +5 | 9  | Đi tiếp vào vòng play-off đấu loại trực tiếp |     | 0–1 | —   | 5–1 | 3–0 |
| 3  | Astana         | 6  | 1 | 1 | 4 | 4  | 13 | −9 | 4  |                                              |     | 1–2 | 0–2 | —   | 0–0 |
| 4  | Ballkani       | 6  | 1 | 1 | 4 | 3  | 7  | −4 | 4  |                                              | 0–1 | 2–0 | 1–2 | —   |     |

1. 1 2  Điểm đối đầu: Astana 4, Ballkani 1.

### Bảng D
| VT | Đội         | ST | T | H | B | BT | BB | HS  | Đ  | Giành quyền tham dự                          |     | BRU | BOD | BEŞ | LUG |
| -- | ----------- | -- | - | - | - | -- | -- | --- | -- | -------------------------------------------- | --- | --- | --- | --- | --- |
| 1  | Club Brugge | 6  | 5 | 1 | 0 | 15 | 3  | +12 | 16 | Đi tiếp vào vòng 16 đội                      |     | —   | 3–1 | 1–1 | 2–0 |
| 2  | Bodø/Glimt  | 6  | 3 | 1 | 2 | 11 | 8  | +3  | 10 | Đi tiếp vào vòng play-off đấu loại trực tiếp |     | 0–1 | —   | 3–1 | 5–2 |
| 3  | Beşiktaş    | 6  | 1 | 1 | 4 | 7  | 14 | −7  | 4  |                                              |     | 0–5 | 1–2 | —   | 2–3 |
| 4  | Lugano      | 6  | 1 | 1 | 4 | 6  | 14 | −8  | 4  |                                              | 1–3 | 0–0 | 0–2 | —   |     |

1. 1 2  Hiệu số bàn thắng thua đối đầu: Beşiktaş +1, Lugano –1

### Bảng E
| VT | Đội             | ST | T | H | B | BT | BB | HS | Đ  | Giành quyền tham dự                          |     | AVL | LEG | AZ  | ZRI |
| -- | --------------- | -- | - | - | - | -- | -- | -- | -- | -------------------------------------------- | --- | --- | --- | --- | --- |
| 1  | Aston Villa     | 6  | 4 | 1 | 1 | 12 | 7  | +5 | 13 | Đi tiếp vào vòng 16 đội                      |     | —   | 2–1 | 2–1 | 1–0 |
| 2  | Legia Warsaw    | 6  | 4 | 0 | 2 | 10 | 6  | +4 | 12 | Đi tiếp vào vòng play-off đấu loại trực tiếp |     | 3–2 | —   | 2–0 | 2–0 |
| 3  | AZ              | 6  | 2 | 0 | 4 | 7  | 12 | −5 | 6  |                                              |     | 1–4 | 1–0 | —   | 1–0 |
| 4  | Zrinjski Mostar | 6  | 1 | 1 | 4 | 6  | 10 | −4 | 4  |                                              | 1–1 | 1–2 | 4–3 | —   |     |

### Bảng F
| VT | Đội         | ST | T | H | B | BT | BB | HS  | Đ  | Giành quyền tham dự                          |     | FIO | FER | GNK | ČUK |
| -- | ----------- | -- | - | - | - | -- | -- | --- | -- | -------------------------------------------- | --- | --- | --- | --- | --- |
| 1  | Fiorentina  | 6  | 3 | 3 | 0 | 14 | 6  | +8  | 12 | Đi tiếp vào vòng 16 đội                      |     | —   | 2–2 | 2–1 | 6–0 |
| 2  | Ferencváros | 6  | 2 | 4 | 0 | 9  | 6  | +3  | 10 | Đi tiếp vào vòng play-off đấu loại trực tiếp |     | 1–1 | —   | 1–1 | 3–1 |
| 3  | Genk        | 6  | 2 | 3 | 1 | 8  | 5  | +3  | 9  |                                              |     | 2–2 | 0–0 | —   | 2–0 |
| 4  | Čukarički   | 6  | 0 | 0 | 6 | 2  | 16 | −14 | 0  |                                              | 0–1 | 1–2 | 0–2 | —   |     |

### Bảng G
| VT | Đội                 | ST | T | H | B | BT | BB | HS  | Đ  | Giành quyền tham dự                          |     | PAOK | FRA | ABE | HJK |
| -- | ------------------- | -- | - | - | - | -- | -- | --- | -- | -------------------------------------------- | --- | ---- | --- | --- | --- |
| 1  | PAOK                | 6  | 5 | 1 | 0 | 16 | 10 | +6  | 16 | Đi tiếp vào vòng 16 đội                      |     | —    | 2–1 | 2–2 | 4–2 |
| 2  | Eintracht Frankfurt | 6  | 3 | 0 | 3 | 11 | 7  | +4  | 9  | Đi tiếp vào vòng play-off đấu loại trực tiếp |     | 1–2  | —   | 2–1 | 6–0 |
| 3  | Aberdeen            | 6  | 1 | 3 | 2 | 10 | 10 | 0   | 6  |                                              |     | 2–3  | 2–0 | —   | 1–1 |
| 4  | HJK                 | 6  | 0 | 2 | 4 | 7  | 17 | −10 | 2  |                                              | 2–3 | 0–1  | 2–2 | —   |     |

### Bảng H
| VT | Đội                | ST | T | H | B | BT | BB | HS  | Đ  | Giành quyền tham dự                          |     | FEN | LUD | NOR | TRN |
| -- | ------------------ | -- | - | - | - | -- | -- | --- | -- | -------------------------------------------- | --- | --- | --- | --- | --- |
| 1  | Fenerbahçe         | 6  | 4 | 0 | 2 | 13 | 11 | +2  | 12 | Đi tiếp vào vòng 16 đội                      |     | —   | 3–1 | 3–1 | 4–0 |
| 2  | Ludogorets Razgrad | 6  | 4 | 0 | 2 | 11 | 11 | 0   | 12 | Đi tiếp vào vòng play-off đấu loại trực tiếp |     | 2–0 | —   | 1–0 | 4–0 |
| 3  | Nordsjælland       | 6  | 3 | 1 | 2 | 17 | 7  | +10 | 10 |                                              |     | 6–1 | 7–1 | —   | 1–1 |
| 4  | Spartak Trnava     | 6  | 0 | 1 | 5 | 3  | 15 | −12 | 1  |                                              | 1–2 | 1–2 | 0–2 | —   |     |

1. 1 2  Bằng nhau ở kết quả đối đầu. Hiệu số bàn thắng thua tổng thể được sử dụng làm tiêu chí xếp hạng.

## Vòng đấu loại trực tiếp

### Sơ đồ
|  |                              |                              |                              |                              |                              |  |  |                      |                      |             |             |             |   |               |                |                |             |             |                     |                     |   |         |         |         |         |         |  |  |           |           |           |
|  | Vòng play-off loại trực tiếp | Vòng play-off loại trực tiếp | Vòng play-off loại trực tiếp | Vòng play-off loại trực tiếp | Vòng play-off loại trực tiếp |  |  | Vòng 16 đội          | Vòng 16 đội          | Vòng 16 đội | Vòng 16 đội | Vòng 16 đội |   |               | Tứ kết         | Tứ kết         | Tứ kết      | Tứ kết      | Tứ kết              |                     |   | Bán kết | Bán kết | Bán kết | Bán kết | Bán kết |  |  | Chung kết | Chung kết | Chung kết |
|  | Vòng play-off loại trực tiếp | Vòng play-off loại trực tiếp | Vòng play-off loại trực tiếp | Vòng play-off loại trực tiếp | Vòng play-off loại trực tiếp |  |  | Vòng 16 đội          | Vòng 16 đội          | Vòng 16 đội | Vòng 16 đội | Vòng 16 đội |   |               | Tứ kết         | Tứ kết         | Tứ kết      | Tứ kết      | Tứ kết              |                     |   | Bán kết | Bán kết | Bán kết | Bán kết | Bán kết |  |  | Chung kết | Chung kết | Chung kết |
|  |                              |                              |                              |                              |                              |  |  |                      |                      |             |             |             |   |               |                |                |             |             |                     |                     |   |         |         |         |         |         |  |  |           |           |           |
|  |                              |                              |                              |                              |                              |  |  |                      |                      |             |             |             |   |               |                |                |             |             |                     |                     |   |         |         |         |         |         |  |  |           |           |           |
|  |                              |                              |                              |                              |                              |  |  | Ajax                 | Ajax                 | 0           | 0           | 0           |   |               |                |                |             |             |                     |                     |   |         |         |         |         |         |  |  |           |           |           |
|  |                              |                              |                              |                              |                              |  |  |                      |                      | 0           | 0           | 0           |   |               |                |                |             |             |                     |                     |   |         |         |         |         |         |  |  |           |           |           |
|  | Ajax (s.h.p.)                | Ajax (s.h.p.)                | 2                            | 2                            | 4                            |  |  | Aston Villa          | Aston Villa          | 0           | 4           | 4           |   |               |                |                |             |             |                     |                     |   |         |         |         |         |         |  |  |           |           |           |
|  | Ajax (s.h.p.)                | Ajax (s.h.p.)                | 2                            | 2                            | 4                            |  |  | Aston Villa          | Aston Villa          | 0           | 4           | 4           |   |               | Aston Villa    | Aston Villa    | 2           | 1           | 3 (4)               |                     |   |         |         |         |         |         |  |  |           |           |           |
|  | Bodø/Glimt                   | Bodø/Glimt                   | 2                            | 1                            | 3                            |  |  |                      |                      |             |             |             |   |               | Aston Villa    | Aston Villa    | 2           | 1           | 3 (4)               |                     |   |         |         |         |         |         |  |  |           |           |           |
|  | Bodø/Glimt                   | Bodø/Glimt                   | 2                            | 1                            | 3                            |  |  |                      |                      | Lille       | Lille       | 1           | 2 | 3(3)          |                |                |             |             |                     |                     |   |         |         |         |         |         |  |  |           |           |           |
|  |                              |                              |                              |                              |                              |  |  | Sturm Graz           | Sturm Graz           | Lille       | Lille       | 1           | 2 | 3(3)          | 0              | 1              | 1           |             |                     |                     |   |         |         |         |         |         |  |  |           |           |           |
|  |                              |                              |                              |                              |                              |  |  |                      |                      |             |             |             |   |               |                |                | 1           |             |                     |                     |   |         |         |         |         |         |  |  |           |           |           |
|  | Sturm Graz                   | Sturm Graz                   | 4                            | 1                            | 5                            |  |  | Lille                | Lille                | 3           | 1           | 4           |   |               |                |                |             |             |                     |                     |   |         |         |         |         |         |  |  |           |           |           |
|  | Sturm Graz                   | Sturm Graz                   | 4                            | 1                            | 5                            |  |  | Lille                | Lille                | 3           | 1           | 4           |   |               |                |                | Aston Villa | Aston Villa | 2                   | 0                   | 2 |         |         |         |         |         |  |  |           |           |           |
|  | Slovan Bratislava            | Slovan Bratislava            | 1                            | 0                            | 1                            |  |  |                      |                      |             |             |             |   |               |                |                |             |             |                     | 0                   | 2 |         |         |         |         |         |  |  |           |           |           |
|  | Slovan Bratislava            | Slovan Bratislava            | 1                            | 0                            | 1                            |  |  |                      |                      | Olympiacos  | Olympiacos  | 4           | 2 | 6             |                |                |             |             |                     |                     |   |         |         |         |         |         |  |  |           |           |           |
|  |                              |                              |                              |                              |                              |  |  | Olympiacos (s.h.p.)  | Olympiacos (s.h.p.)  | Olympiacos  | Olympiacos  | 4           | 2 | 6             | 1              | 6              | 7           |             |                     |                     |   |         |         |         |         |         |  |  |           |           |           |
|  |                              |                              |                              |                              |                              |  |  |                      |                      |             |             |             |   |               |                |                | 7           |             |                     |                     |   |         |         |         |         |         |  |  |           |           |           |
|  | Olympiacos                   | Olympiacos                   | 1                            | 1                            | 2                            |  |  | Maccabi Tel Aviv     | Maccabi Tel Aviv     | 4           | 1           | 5           |   |               |                |                |             |             |                     |                     |   |         |         |         |         |         |  |  |           |           |           |
|  | Olympiacos                   | Olympiacos                   | 1                            | 1                            | 2                            |  |  | Maccabi Tel Aviv     | Maccabi Tel Aviv     | 4           | 1           | 5           |   |               | Olympiacos     | Olympiacos     | 3           | 0           | 3 (3)               |                     |   |         |         |         |         |         |  |  |           |           |           |
|  | Ferencváros                  | Ferencváros                  | 0                            | 0                            | 0                            |  |  |                      |                      |             |             |             |   |               | Olympiacos     | Olympiacos     | 3           | 0           | 3 (3)               |                     |   |         |         |         |         |         |  |  |           |           |           |
|  | Ferencváros                  | Ferencváros                  | 0                            | 0                            | 0                            |  |  |                      |                      | Fenerbahçe  | Fenerbahçe  | 2           | 1 | 3 (2)         |                |                |             |             |                     |                     |   |         |         |         |         |         |  |  |           |           |           |
|  |                              |                              |                              |                              |                              |  |  | Union Saint-Gilloise | Union Saint-Gilloise | Fenerbahçe  | Fenerbahçe  | 2           | 1 | 3 (2)         | 0              | 1              | 1           |             |                     |                     |   |         |         |         |         |         |  |  |           |           |           |
|  |                              |                              |                              |                              |                              |  |  | Union Saint-Gilloise | Union Saint-Gilloise |             |             |             |   | 29/5 – Athens | 0              | 1              | 1           |             |                     |                     |   |         |         |         |         |         |  |  |           |           |           |
|  | Union Saint-Gilloise         | Union Saint-Gilloise         | 2                            | 2                            | 4                            |  |  | Fenerbahçe           | Fenerbahçe           | 3           | 0           | 3           |   |               |                |                |             |             |                     |                     |   |         |         |         |         |         |  |  |           |           |           |
|  | Union Saint-Gilloise         | Union Saint-Gilloise         | 2                            | 2                            | 4                            |  |  | Fenerbahçe           | Fenerbahçe           | 3           | 0           | 3           |   |               |                |                |             |             | Olympiacos (s.h.p.) | Olympiacos (s.h.p.) | 1 |         |         |         |         |         |  |  |           |           |           |
|  | Eintracht Frankfurt          | Eintracht Frankfurt          | 2                            | 1                            | 3                            |  |  |                      |                      |             |             |             |   |               |                |                |             |             |                     |                     |   |         |         |         |         |         |  |  |           |           |           |
|  | Eintracht Frankfurt          | Eintracht Frankfurt          | 2                            | 1                            | 3                            |  |  |                      |                      | Fiorentina  | Fiorentina  | 0           |   |               |                |                |             |             |                     |                     |   |         |         |         |         |         |  |  |           |           |           |
|  |                              |                              |                              |                              |                              |  |  | Servette             | Servette             | Fiorentina  | Fiorentina  | 0           | 0 | 0             | 0 (1)          |                |             |             |                     |                     |   |         |         |         |         |         |  |  |           |           |           |
|  |                              |                              |                              |                              |                              |  |  |                      |                      |             |             |             | 0 | 0             | 0 (1)          |                |             |             |                     |                     |   |         |         |         |         |         |  |  |           |           |           |
|  | Servette                     | Servette                     | 0                            | 1                            | 1                            |  |  | Viktoria Plzeň (p)   | Viktoria Plzeň (p)   | 0           | 0           | 0 (3)       |   |               |                |                |             |             |                     |                     |   |         |         |         |         |         |  |  |           |           |           |
|  | Servette                     | Servette                     | 0                            | 1                            | 1                            |  |  | Viktoria Plzeň (p)   | Viktoria Plzeň (p)   | 0           | 0           | 0 (3)       |   |               | Viktoria Plzeň | Viktoria Plzeň | 0           | 0           | 0                   |                     |   |         |         |         |         |         |  |  |           |           |           |
|  | Ludogorets Razgrad           | Ludogorets Razgrad           | 0                            | 0                            | 0                            |  |  |                      |                      |             |             |             |   |               | Viktoria Plzeň | Viktoria Plzeň | 0           | 0           | 0                   |                     |   |         |         |         |         |         |  |  |           |           |           |
|  | Ludogorets Razgrad           | Ludogorets Razgrad           | 0                            | 0                            | 0                            |  |  |                      |                      | Fiorentina  | Fiorentina  | 0           | 2 | 2             |                |                |             |             |                     |                     |   |         |         |         |         |         |  |  |           |           |           |
|  |                              |                              |                              |                              |                              |  |  | Maccabi Haifa        | Maccabi Haifa        | Fiorentina  | Fiorentina  | 0           | 2 | 2             | 3              | 1              | 4           |             |                     |                     |   |         |         |         |         |         |  |  |           |           |           |
|  |                              |                              |                              |                              |                              |  |  |                      |                      |             |             |             |   |               |                |                | 4           |             |                     |                     |   |         |         |         |         |         |  |  |           |           |           |
|  | Maccabi Haifa                | Maccabi Haifa                | 1                            | 1                            | 2                            |  |  | Fiorentina           | Fiorentina           | 4           | 1           | 5           |   |               |                |                |             |             |                     |                     |   |         |         |         |         |         |  |  |           |           |           |
|  | Maccabi Haifa                | Maccabi Haifa                | 1                            | 1                            | 2                            |  |  | Fiorentina           | Fiorentina           | 4           | 1           | 5           |   |               |                |                | Fiorentina  | Fiorentina  | 3                   | 1                   | 4 |         |         |         |         |         |  |  |           |           |           |
|  | Gent                         | Gent                         | 0                            | 1                            | 1                            |  |  |                      |                      |             |             |             |   |               |                |                |             |             |                     | 1                   | 4 |         |         |         |         |         |  |  |           |           |           |
|  | Gent                         | Gent                         | 0                            | 1                            | 1                            |  |  |                      |                      | Club Brugge | Club Brugge | 2           | 1 | 3             |                |                |             |             |                     |                     |   |         |         |         |         |         |  |  |           |           |           |
|  |                              |                              |                              |                              |                              |  |  | Molde                | Molde                | Club Brugge | Club Brugge | 2           | 1 | 3             | 2              | 0              | 2           |             |                     |                     |   |         |         |         |         |         |  |  |           |           |           |
|  |                              |                              |                              |                              |                              |  |  |                      |                      |             |             |             |   |               |                |                | 2           |             |                     |                     |   |         |         |         |         |         |  |  |           |           |           |
|  | Molde                        | Molde                        | 3                            | 3                            | 6                            |  |  | Club Brugge          | Club Brugge          | 1           | 3           | 4           |   |               |                |                |             |             |                     |                     |   |         |         |         |         |         |  |  |           |           |           |
|  | Molde                        | Molde                        | 3                            | 3                            | 6                            |  |  | Club Brugge          | Club Brugge          | 1           | 3           | 4           |   |               | Club Brugge    | Club Brugge    | 1           | 2           | 3                   |                     |   |         |         |         |         |         |  |  |           |           |           |
|  | Legia Warsaw                 | Legia Warsaw                 | 2                            | 0                            | 2                            |  |  |                      |                      |             |             |             |   |               | Club Brugge    | Club Brugge    | 1           | 2           | 3                   |                     |   |         |         |         |         |         |  |  |           |           |           |
|  | Legia Warsaw                 | Legia Warsaw                 | 2                            | 0                            | 2                            |  |  |                      |                      | PAOK        | PAOK        | 0           | 0 | 0             |                |                |             |             |                     |                     |   |         |         |         |         |         |  |  |           |           |           |
|  |                              |                              |                              |                              |                              |  |  | Dinamo Zagreb        | Dinamo Zagreb        | PAOK        | PAOK        | 0           | 0 | 0             | 2              | 1              | 3           |             |                     |                     |   |         |         |         |         |         |  |  |           |           |           |
|  |                              |                              |                              |                              |                              |  |  |                      |                      |             |             |             |   |               | 2              | 1              | 3           |             |                     |                     |   |         |         |         |         |         |  |  |           |           |           |
|  | Real Betis                   | Real Betis                   | 0                            | 1                            | 1                            |  |  | PAOK                 | PAOK                 | 0           | 5           | 5           |   |               |                |                |             |             |                     |                     |   |         |         |         |         |         |  |  |           |           |           |
|  | Real Betis                   | Real Betis                   | 0                            | 1                            | 1                            |  |  | PAOK                 | PAOK                 | 0           | 5           | 5           |   |               |                |                |             |             |                     |                     |   |         |         |         |         |         |  |  |           |           |           |
|  | Dinamo Zagreb                | Dinamo Zagreb                | 1                            | 1                            | 2                            |  |  |                      |                      |             |             |             |   |               |                |                |             |             |                     |                     |   |         |         |         |         |         |  |  |           |           |           |
|  | Dinamo Zagreb                | Dinamo Zagreb                | 1                            | 1                            | 2                            |  |  |                      |                      |             |             |             |   |               |                |                |             |             |                     |                     |   |         |         |         |         |         |  |  |           |           |           |

### Vòng play-off loại trực tiếp
Lễ bốc thăm vòng play-off loại trực tiếp được tổ chức vào lúc 14:00 ngày 18 tháng 12 năm 2023 CET.
Các trận lượt đi sẽ diễn ra vào ngày 15 tháng 2 và các trận lượt về sẽ diễn ra vào ngày 21 và 22 tháng 2 năm 2024.
| Đội 1                | TTS | Đội 2               | Lượt đi | Lượt về      |
| -------------------- | --- | ------------------- | ------- | ------------ |
| Sturm Graz           | 5–1 | Slovan Bratislava   | 4–1     | 1–0          |
| Servette             | 1–0 | Ludogorets Razgrad  | 0–0     | 1–0          |
| Union Saint-Gilloise | 4–3 | Eintracht Frankfurt | 2–2     | 2–1          |
| Real Betis           | 1–2 | Dinamo Zagreb       | 0–1     | 1–1          |
| Olympiacos           | 2–0 | Ferencváros         | 1–0     | 1–0          |
| Ajax                 | 4–3 | Bodø/Glimt          | 2–2     | 2–1 (s.h.p.) |
| Molde                | 6–2 | Legia Warsaw        | 3–2     | 3–0          |
| Maccabi Haifa        | 2–1 | Gent                | 1–0     | 1–1          |

### Vòng 16
Lễ bốc thăm vòng 16 đội được tổ chức vào ngày 23 tháng 2 năm 2024, 13:00 CET.

### Tóm tắt
Trận lượt đi sẽ diễn ra vào ngày 7 tháng 3 và trận lượt về sẽ diễn ra vào ngày 14 tháng 3 năm 2024.
| Đội 1                | TTS         | Đội 2            | Lượt đi | Lượt về      |
| -------------------- | ----------- | ---------------- | ------- | ------------ |
| Servette             | 0–0 (1–3 p) | Viktoria Plzeň   | 0–0     | 0–0 (s.h.p.) |
| Ajax                 | 0–4         | Aston Villa      | 0–0     | 0–4          |
| Molde                | 2–4         | Club Brugge      | 2–1     | 0–3          |
| Union Saint-Gilloise | 1–3         | Fenerbahçe       | 0–3     | 1–0          |
| Dinamo Zagreb        | 3–5         | PAOK             | 2–0     | 1–5          |
| Sturm Graz           | 1–4         | Lille            | 0–3     | 1–1          |
| Maccabi Haifa        | 4–5         | Fiorentina       | 3–4     | 1–1          |
| Olympiacos           | 7–5         | Maccabi Tel Aviv | 1–4     | 6–1          |

### Tứ kết
Lễ bốc thăm vòng tứ kết được tổ chức vào ngày 15 tháng 3 năm 2024, 14:00 CET.

### Tóm tắt
Trận lượt đi sẽ diễn ra vào ngày 11 tháng 4 và trận lượt về sẽ diễn ra vào ngày 18 tháng 4 năm 2024.
| Đội 1          | TTS         | Đội 2      | Lượt đi | Lượt về      |
| -------------- | ----------- | ---------- | ------- | ------------ |
| Club Brugge    | 3–0         | PAOK       | 1–0     | 2–0          |
| Olympiacos     | 3–3 (3–2 p) | Fenerbahçe | 3–2     | 0–1 (s.h.p.) |
| Aston Villa    | 3–3 (4–3 p) | Lille      | 2–1     | 1–2 (s.h.p.) |
| Viktoria Plzeň | 0–2         | Fiorentina | 0–0     | 0–2          |

### Bán kết
Lễ bốc thăm vòng bán kết được tổ chức vào ngày 15 tháng 3 năm 2024, 14:00 CET, sau lễ bốc thăm vòng tứ kết.
Trận lượt đi sẽ diễn ra vào ngày 2 tháng 5 và trận lượt về sẽ diễn ra vào ngày 9 tháng 5 năm 2024.
| Đội 1       | TTS | Đội 2       | Lượt đi | Lượt về |
| ----------- | --- | ----------- | ------- | ------- |
| Aston Villa | 2–6 | Olympiacos  | 2–4     | 0–2     |
| Fiorentina  | 4–3 | Club Brugge | 3–2     | 1–1     |

### Chung kết
Trận chung kết sẽ diễn ra vào ngày 29 tháng 5 năm 2024 tại sân vận động Agia Sophia ở Athens, Hy Lạp. Một lễ bốc thăm sẽ được tổ chức vào ngày 15 tháng 3 năm 2024, sau lễ bốc thăm vòng tứ kết và bán kết, để xác định đội "chủ nhà”" vì mục đích hành chính.
| Olympiacos      | 1–0 (s.h.p.) | Fiorentina |
| --------------- | ------------ | ---------- |
| - El Kaabi 116' | Chi tiết     |            |

## Thống kê
Thống kê không bao gồm vòng loại và vòng play-off.

### Ghi bàn hàng đầu
| Hạng | Cầu thủ             | Đội                 | Số bàn thắng | Số kiến tạo | Số trận thi đấu | Số phút thi đấu |
| ---- | ------------------- | ------------------- | ------------ | ----------- | --------------- | --------------- |
| 1    | Ayoub El Kaabi      | Olympiakos          | 11           | 1           | 7               | 845             |
| 2    | Eran Zahavi         | Maccabi Tel Aviv    | 8            | 1           | 8               | 726             |
| 3    | Bruno Petković      | Dinamo Zagreb       | 7            | 0           | 7               | 608             |
| 4    | Hans Vanaken        | Club Brugge         | 6            | 1           | 10              | 990             |
| 4    | Igor Thiago         | Club Brugge         | 5            | 0           | 9               | 758             |
| 4    | Ollie Watkins       | Aston Villa         | 5            | 0           | 9               | 755             |
| 4    | Dor Peretz          | Maccabi Tel Aviv    | 5            | 2           | 8               | 750             |
| 4    | Yusuf Yazıcı        | Lille               | 5            | 1           | 10              | 663             |
| 4    | Gift Orban          | Gent                | 5            | 0           | 5               | 389             |
| 4    | Benjamin Nygren     | Nordsjælland        | 5            | 0           | 5               | 368             |
| 4    | Fredrik Gulbrandsen | Molde               | 5            | 0           | 4               | 349             |
| 12   | Jakub Piotrowski    | Ludogorets Razgrad  | 4            | 1           | 8               | 720             |
| 12   | Michy Batshuayi     | Fenerbahçe          | 4            | 1           | 8               | 585             |
| 12   | Omar Marmoush       | Eintracht Frankfurt | 4            | 0           | 7               | 543             |
| 12   | Aleksandar Čavrić   | Slovan Bratislava   | 4            | 2           | 6               | 468             |
| 12   | Skov Olsen          | Club Brugge         | 4            | 2           | 7               | 460             |

### Kiến tạo hàng đầu
| Hạng | Cầu thủ             | Đội                 | Số kiến tạo | Số bàn thắng | Số trận thi đấu | Số phút thi đấu |
| ---- | ------------------- | ------------------- | ----------- | ------------ | --------------- | --------------- |
| 1    | Leon Bailey         | Aston Villa         | 5           | 2            | 10              | 685             |
| 1    | Farès Chaïbi        | Eintracht Frankfurt | 5           | 2            | 7               | 538             |
| 3    | Douglas Luiz        | Aston Villa         | 4           | 0            | 11              | 811             |
| 3    | Sebastian Szymański | Fenerbahçe          | 4           | 0            | 10              | 636             |
| 3    | Gabi Kanichowsky    | Maccabi Tel Aviv    | 4           | 1            | 8               | 632             |
| 3    | Michał Skóraś       | Club Brugge         | 4           | 1            | 10              | 558             |
| 3    | Rémy Cabella        | Lille               | 4           | 2            | 9               | 535             |
| 3    | Fred                | Fenerbahçe          | 4           | 0            | 8               | 502             |
| 3    | Daniel Podence      | Olympiakos          | 4           | 1            | 6               | 432             |
| 10   | John McGinn         | Aston Villa         | 3           | 3            | 11              | 802             |
| 10   | Taison              | PAOK                | 3           | 1            | 10              | 773             |
| 10   | Mohammad Abu Fani   | Ferencváros         | 3           | 0            | 8               | 672             |
| 10   | Kostas Fortounis    | Olympiakos          | 3           | 2            | 7               | 624             |
| 10   | Felício Milson      | Maccabi Tel Aviv    | 3           | 0            | 8               | 618             |
| 10   | Bernard Tekpetey    | Ludogorets Razgrad  | 3           | 0            | 8               | 607             |
| 10   | Tarik Tissoudali    | Gent                | 3           | 3            | 8               | 582             |
| 10   | Árni Frederiksberg  | KÍ                  | 3           | 0            | 5               | 422             |
| 10   | Markus André Kaasa  | Molde               | 3           | 1            | 4               | 341             |